# تولیان چیویجیان

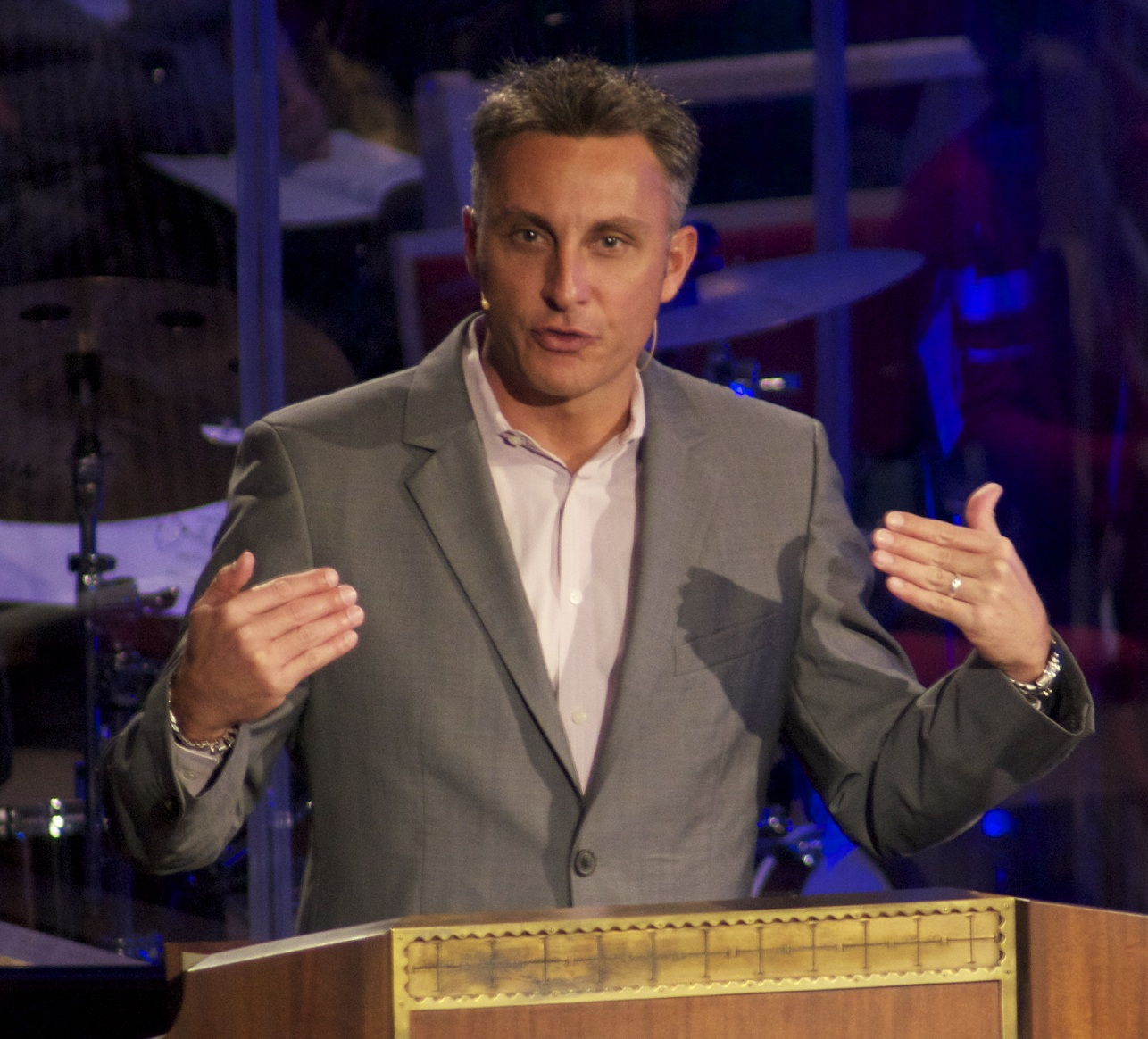

تولیان چیویجیان ( انگلیسی: Tullian Tchividjian؛ زادهٔ ۱۳ ژوئیهٔ ۱۹۷۲) نویسنده مذهبی ارمنی‌تبار اهل ایالات متحده آمریکا است که بین سال‌های ۲۰۰۹ تا ۲۰۱۵ میلادی کشیش ارشد کلیسای پرسبیترین کارول ریج بود.

## زندگی‌نامه
وی در ۱۳ ژوئیهٔ ۱۹۷۲ ‏در جکسون‌ویل، فلوریدا به دنیا آمد و با مدرک بی‌ای از دانشگاه بین‌المللی کلمبیا و با مدرک Master of Divinity از Reformed Theological Seminaryاز فارغ‌التحصیل گشت. 